# Genlisea uncinata
Genlisea uncinata este o specie de plante carnivore din genul Genlisea, familia Lentibulariaceae, ordinul Lamiales, descrisă de Peter Geoffrey Taylor și Amp; E. Fromm-trinta. Conform Catalogue of Life specia Genlisea uncinata nu are subspecii cunoscute.